# Annie Balmayer
Annie Balmayer est une violoncelliste française.

## Formation
Dès l’enfance, Annie Balmayer mène de front des études musicales et secondaires, au lycée musical et au conservatoire de Lyon, puis à Paris après l’obtention du baccalauréat et des premiers prix de violoncelle et de musique de chambre. Elle entre alors au Conservatoire national supérieur de musique et de danse de Paris dans les classes de violoncelle, de musique de chambre et d’harmonie avec comme professeurs, Maurice Gendron, Geneviève Joy-Dutilleux et Henri Challan. Sa formation est complétée par les cours d’analyse, solfège spécialisé, déchiffrage et orchestre. Après l’obtention des premiers prix de violoncelle et musique de chambre au CNSM, elle part se perfectionner à l’étranger, tout d’abord pendant un an à Londres, à la Guildhall School of Music and Drama où elle en sort avec le diplôme de soliste, puis à Moscou au Conservatoire Tchaïkovski, également pendant une année, grâce à une bourse d’échange émanant du Ministère des Affaires Étrangères. Elle y suit l’enseignement de Natalia Chakovskaya qui succède à Mstislav Rostropovitch.

## Carrière
Depuis, Annie Balmayer donne de nombreux concerts tant en France qu’à l’étranger : Italie, Algérie, Allemagne, Islande. Très éclectiques, ses choix abordent toutes les formations de musique de chambre, de Bach à l’époque contemporaine, de la sonate à l’octuor. Également attirée par l’enseignement et titulaire du certificat d'aptitude, elle enseigne actuellement à Paris dans les conservatoires du 6e et 7e arrondissement. 
Elle a publié une méthode de violoncelle aux Éditions Combre ainsi qu’une transcription pour deux violoncelles des Inventions pour clavier de Johann Sebastian Bach.